# Gionges
Gionges era una comuna francesa situada en el departamento de Marne, de la región de Gran Este, que el 1 de enero de 2018 pasó a ser una comuna delegada de la comuna nueva de Blancs-Coteaux al fusionarse con las comunas de Oger, Vertus, y Voipreux.

## Demografía
| Gráfica de evolución demográfica de Gionges entre 1800 y 2015 |
|                                                               |

Los datos demográficos contemplados en este gráfico de la comuna de Gionges se han cogido de 1800 a 1999 de la página francesa EHESS/Cassini, y los demás datos de la página del INSEE.